# Rubén Vargas
Rubén Vargas (n. 5 august 1998, Adligenswil⁠(d), cantonul Lucerna, Elveția) este un fotbalist profesionist care joacă ca atacant sau lateral pentru clubul din LaLiga Sevilla  și echipa națională a Elveției.

## Cariera de club
Vargas și-a făcut debutul profesionist cu FC Luzern într-un egal 1–1 împotriva lui FC Zurich pe 27 august 2017.
El a semnat un contract pe 5 ani cu Augsburg în vara lui 2019.
A marcat primul gol în al doilea meci, împotriva Union Berlin.

## Cariera internațională
Vargas a debutat cu echipa națională a Elveției pe 8 septembrie 2019, într-un meci de calificare la UEFA Euro 2020 împotriva Gibraltarului. El l-a înlocuit pe Granit Xhaka în minutul 74.
Pe 18 noiembrie, a marcat primul său gol internațional de seniori împotriva aceluiași adversar într-o victorie cu 6-1.
Vargas a marcat un penalty crucial pentru Elveția la UEFA Euro 2020 la loviturile de departajare împotriva Franței, pe 28 iunie, în optimile de finală, ajutând Elveția să avanseze în sferturile de finală.
Cu toate acestea, Vargas a ratat apoi un penalty pentru Elveția la loviturile de departajare împotriva Spaniei din 2 iulie în sferturile de finală, pe care le-au pierdut.
Vargas a participat la toate cele patru meciuri ale Elveției la Cupa Mondială FIFA 2022, asistându-l pe Remo Freuler cu golul victoriei în meciul decisiv din Grupa G împotriva Serbiei din 2 decembrie.
Pe 7 iunie 2024, Vargas a fost numit în echipa Elvețiană pentru UEFA Euro 2024.
A jucat în meciul de deschidere al echipei, jucând 74 de minute într-o victorie cu 3-1 în fața Ungariei la Köln.
A fost votat jucătorul meciului din optimile de finală din Elveția împotriva campioanei în curs, Italia, marcând și asistând la o victorie cu 2-0.

## Viața personală
Vargas s-a născut în Adligenswil, Elveția, dintr-un tată dominican și o mamă elvețiană și deține cetățenia ambelor națiuni.